# Park Chanyeol
Đây là một tên người Triều Tiên, họ là Park và tên là Chanyeol.
Park Chan-yeol (Hangul: 박찬열, Hanja: 朴灿烈, Hán-Việt: Phác Xán Liệt, sinh ngày 27 tháng 11 năm 1992), thường được biết đến với nghệ danh Chanyeol, là một ca sĩ kiêm nhạc sĩ, rapper, diễn viên người Hàn Quốc, thành viên nhóm nhạc nam Hàn Quốc EXO do SM Entertainment thành lập và quản lý.

## Tiểu sử
Chanyeol sinh ngày 27 tháng 11 năm 1992 tại Seoul, Hàn Quốc. Anh từng theo học tại trường Trung học Hyundai Chungun ở Dong-gu, Ulsan, Hàn Quốc và học viện tư về diễn xuất vào năm 16 tuổi. Chanyeol rất thích các nhạc cụ từ khi còn học tiểu học và yêu thích phim School of Rock. Chính điều đó đã thôi thúc anh theo đuổi môn học đánh trống. Anh cũng đã từng học violin từ thời mẫu giáo. Anh còn có nghệ danh khác là LOEY. LOEY là viết ngược lại của từ Yeol trong Chanyeol, nghệ danh này được anh sử dụng khi sáng tác ca khúc.

## Sự nghiệp
Chanyeol là một trong những thành viên cuối cùng của EXO được SM Entertainment giới thiệu với công chúng thông qua một MV teaser được đăng tải vào ngày 23 tháng 2 năm 2012. Anh ấy chính thức ra mắt công chúng cùng với nhóm EXO vào tháng 4 năm 2012 với mini-album đầu tay MAMA. Năm 2013, Chanyeol tham gia chương trình truyền hình thực tế Law of the Jungle in Micronesia, đồng thời sáng tác và thể hiện bài hát "Last Hunter" cho chương trình.
Năm 2014, Chanyeol sáng tác lời rap cho bài hát "Run" nằm trong mini-album Overdose của EXO, đồng thời góp mặt trong các mini-album Fantastic của Henry và Rewind của Zhou Mi. Từ tháng 5 đến tháng 9 năm 2014, anh tham gia chương trình truyền hình thực tế Roommate.
Tháng 4 năm 2015, Chanyeol đảm nhận vai diễn đầu tay của mình trong bộ phim điện ảnh Salut d'Amour  cùng với nữ diễn viên Moon Ga-young. Sau đó anh thủ vai nam chính bên cạnh thành viên cùng nhóm D.O. và nữ diễn viên Moon Ga-young trong web-drama EXO Next Door. Tháng 6 năm 2015, anh cùng với hai thành viên cùng nhóm Lay và Chen sáng tác bài hát "Promise" nằm trong album tái bản Love Me Right của EXO. Sau đó anh viết lời rap cho bài hát "Lightsaber" mà EXO phát hành nhằm quảng bá cho bộ phim điện ảnh Star Wars: The Force Awakens.
Năm 2016, Chanyeol sáng tác và trình bày lời rap cho bài hát "Confession" nằm trong mini-album Here I Am của Yesung. Anh cũng viết lời cho bài hát "Heaven" nằm trong album phòng thu thứ ba Ex'Act của EXO. Tháng 6 năm 2016, Chanyeol thủ vai nam chính bên cạnh Viên San San và Seohyun trong bộ phim điện ảnh Trung Quốc Tôi và anti-fan kết hôn. Anh cũng đã cùng Viên San San thể hiện bài hát nhạc phim "I Hate You" cho bộ phim. Tháng 10 năm 2016, Chanyeol và Tinashe góp mặt trong bài hát "Freal Luv" từ album Identity của Far East Movement. Tháng 12 năm 2016, Chanyeol và nữ ca sĩ Hàn Quốc Punch phát hành bài hát nhạc phim "Stay with Me" cho bộ phim truyền hình Goblin của đài tvN. Bài hát đạt vị trí thứ ba trên bảng xếp hạng Gaon Digital Chart.
Tháng 1 năm 2017, Chanyeol đảm nhận vai phụ Lee Yeol trong bộ phim truyền hình Missing 9 của đài MBC. Tháng 2 năm 2017, anh hợp tác với nam ca sĩ Junggigo trong bài hát "Let Me Love You". Vào tháng 9 năm 2017, Chanyeol được mời tham dự buổi trình diễn thời trang của Tommy Hilfiger tại London.
Tháng 5 năm 2018, Chanyeol được xác nhận nhận vai phụ Jung Se Joo trong bộ phim truyền hình Memories of the Alhambra của tvN. Ngày 14 tháng 9 năm 2018, Chanyeol và thành viên cùng nhóm Sehun đã hợp tác để ra mắt đĩa đơn "We Young" cho dự án âm nhạc SM Station X 0.
Ngày 25 tháng 4 năm 2019, Chanyeol phát hành bài hát solo đầu tiên của mình với tên gọi "SSFW" thông qua dự án SM Station X 0. Ngày 5 tháng 6 năm 2019, SM Entertainment công bố Chanyeol và Sehun sẽ ra mắt với tư cách nhóm nhỏ chính thức thứ hai và bộ đôi đầu tiên của EXO với tên gọi EXO-SC. EXO-SC đã ra mắt với mini-album đầu tay What A Life gồm 6 bài hát vào ngày 22 tháng 7 năm 2019. Ngày 30 tháng 10 năm 2019, Chanyeol phát hành kênh " NNG ᄂᄂᄀ " của mình trên YouTube.
Ngày 21 tháng 1 năm 2020, Chanyeol và nữ ca sĩ Punch phát hành bài hát nhạc phim "Go away go away" cho bộ phim truyền hình Người thầy y đức 2 (Romantic Doctor, Teacher Kim 2) của đài SBS. Chanyeol sẽ góp giọng trong bài hát chủ đề "Regards" thuộc full album vol.16 của Lee Sun Hee (một trong những giọng ca thành công và có ảnh hưởng nhất trong nền công nghiệp âm nhạc hiện tại của Hàn Quốc). Đây là lần đầu tiên sau 36 năm sự nghiệp, Lee Sun Hee hợp tác với một idol trong sản phẩm âm nhạc của mình. Album sẽ được phát hành vào ngày 15/06/2020.
Chanyeol bắt đầu thực hiện nghĩa vụ quân sự vào ngày 29 tháng 3 năm 2021 và ngày 6 tháng 4 anh ấy đã phát hành bài hát "Tomorrow" thông qua SM Station. Anh xuất ngũ vào ngày 28 tháng 9 năm 2022.

## Danh sách đĩa nhạc

### Bài hát
| Bài hát                                                                                     | Năm                     | Thứ hạng cao nhất       | Thứ hạng cao nhất       | Thứ hạng cao nhất       | Doanh số                | Album                                 |
| Bài hát                                                                                     | Năm                     | HQ Gaon                 | TQ V Chart              | Mỹ World                | Doanh số                | Album                                 |
| Với tư cách ca sĩ chính                                                                     | Với tư cách ca sĩ chính | Với tư cách ca sĩ chính | Với tư cách ca sĩ chính | Với tư cách ca sĩ chính | Với tư cách ca sĩ chính | Với tư cách ca sĩ chính               |
| ------------------------------------------------------------------------------------------- | ----------------------- | ----------------------- | ----------------------- | ----------------------- | ----------------------- | ------------------------------------- |
| "Delight"                                                                                   | 2014                    | —                       | —                       | —                       | - HQ: 12.096            | Exology Chapter 1: The Lost Planet    |
| "Youngstreet"                                                                               | 2015                    | —                       | —                       | —                       | —                       | Lee Gook Joo's Young Street Logo Song |
| "SSFW" (봄 여름 가을 겨울)                                                                  | 2019                    | 174                     | —                       | —                       | —                       | Đĩa đơn không nằm trong album         |
| "Nothin'"                                                                                   | 2020                    |                         |                         |                         |                         | 1 Billion Views                       |
| "Tomorrow"                                                                                  | 2021                    |                         |                         |                         |                         | Đĩa đơn không nằm trong album         |
| Cộng tác                                                                                    |                         |                         |                         |                         |                         |                                       |
| "If We Love Again" (với Chen)                                                               | 2016                    | 38                      | —                       | —                       | - HQ: 47.208            | Two Yoo Project Sugar Man Part 32     |
| "Let Me Love You" (với Junggigo)                                                            | 2017                    | 16                      | —                       | —                       | - HQ: 101.508           | Đĩa đơn không nằm trong album         |
| "We Young" (với Sehun)                                                                      | 2018                    | 72                      | —                       | 3                       | —                       | Station X O                           |
| "Yours" (với Raiden, hợp tác với Lee Hi, Changmo)                                           | 2020                    | 49                      | —                       | —                       | —                       | Đĩa đơn không nằm trong album         |
| Với tư cách ca sĩ khách mời                                                                 |                         |                         |                         |                         |                         |                                       |
| "Bad Girl" (Henry hợp tác với Chanyeol)                                                     | 2014                    | 58                      | —                       | —                       | - HQ: 27.192            | Fantastic                             |
| "Rewind" (Zhou Mi hợp tác với Chanyeol)                                                     | 2014                    | —                       | —                       | 5                       | —                       | Rewind                                |
| "Don't Make Money" (Heize hợp tác với Chanyeol)                                             | 2015                    | 43                      | —                       | —                       | - HQ: 60.192            | Unpretty Rapstar 2 Semi-final Part 1  |
| "Confession" (Yesung hợp tác với Chanyeol)                                                  | 2016                    | —                       | —                       | —                       | —                       | Here I Am                             |
| "Freal Luv" (Far East Movement và Marshmello hợp tác với Chanyeol và Tinashe)               | 2016                    | —                       | —                       | —                       | - HQ: 22.665            | Identity                              |
| "Regards" (Lee Sun-hee hợp tác với Chanyeol)                                                | 2020                    | 58                      | —                       | —                       | —                       | 안부                                  |
| "Ocean View" (Rothy hợp tác với Chanyeol)                                                   | 2020                    | —                       | —                       | —                       | —                       | Đĩa đơn không nằm trong album         |
| "Faded" (Devine Channel feat. Loopy and Chanyeol)                                           | 2020                    |                         |                         |                         |                         | Byproduct                             |
| Nhạc phim                                                                                   |                         |                         |                         |                         |                         |                                       |
| "Last Hunter"                                                                               | 2015                    | —                       | —                       | —                       | —                       | Law of the Jungle OST                 |
| "I Hate You" (với Viên San San)                                                             | 2016                    | —                       | 11                      | —                       | —                       | Tôi và anti-fan kết hôn OST           |
| "Stay with Me" (với Punch)                                                                  | 2016                    | 3                       | —                       | 3                       | - HQ: 1.087.726         | Goblin OST                            |
| "Go away go away" (với Punch)                                                               | 2020                    |                         |                         |                         |                         | Người thầy y đức 2 OST                |
| "Minimal Warm"                                                                              | 2020                    |                         |                         |                         |                         | She's My Type OST                     |
| "Break Your Box"                                                                            | 2021                    |                         |                         |                         |                         | The Box OST                           |
| "Without You"                                                                               | 2021                    |                         |                         |                         |                         | The Box OST                           |
| "Bad Guy"                                                                                   | 2021                    |                         |                         |                         |                         | The Box OST                           |
| "Happy" (với Aancod)                                                                        | 2021                    |                         |                         |                         |                         | The Box OST                           |
| "My Funny Valentine"                                                                        | 2021                    |                         |                         |                         |                         | The Box OST                           |
| "What a Wonderful World" (với Kim Ji Huyn)                                                  | 2021                    |                         |                         |                         |                         | The Box OST                           |
| "Raining"                                                                                   | 2021                    |                         |                         |                         |                         | The Box OST                           |
| "Everyday With You"                                                                         | 2021                    |                         |                         |                         |                         | The Box OST                           |
| "A Sky Full of Stars"                                                                       | 2021                    |                         |                         |                         |                         | The Box OST                           |
| "—" cho biết bài hát không lọt vào bảng xếp hạng hoặc không được phát hành tại khu vực này. |                         |                         |                         |                         |                         |                                       |

## Danh sách phim

### Phim điện ảnh
| Phim                           | Năm  | Vai        | Ghi chú                 |
| ------------------------------ | ---- | ---------- | ----------------------- |
| Salut d'Amour (JangSoo's Shop) | 2015 | Min Sung   | Vai phụ                 |
| Tôi và anti-fan kết hôn        | 2016 | Hoo-jun    | Vai chính               |
| 두근두근두근거려               | 2020 | Bae Gu-soo | Vai chính, Audio cinema |
| The Box                        | 2021 | Jihoon     | Vai chính               |

### Phim truyền hình
| Phim                                                                                         | Năm  | Kênh          | Vai                | Ghi chú          |
| -------------------------------------------------------------------------------------------- | ---- | ------------- | ------------------ | ---------------- |
| Things you do while you know you'll regret it (살아가는 동안 후회할 줄 알면서 저지르는 일들) | 2008 | KBS2          | Học sinh trung học |                  |
| To the Beautiful You                                                                         | 2012 | SBS           | Chính mình         | Cameo; tập 2     |
| Royal Villa                                                                                  | 2013 | JTBC          | Chính mình         | Cameo; tập 2     |
| EXO Next Door                                                                                | 2015 | Naver TV Cast | Chanyeol           | Vai chính        |
| 9 Người Mất Tích                                                                             | 2017 | MBC           | Lee Yeol           | Vai phụ          |
| Memories of the Alhambra                                                                     | 2018 | TvN           | Jung Se Joo        | Vai thứ chính    |
| Secret Queen Makers                                                                          | 2018 | Naver TV Cast | Chanyeol           | Vai chính, tập 5 |

### Chương trình truyền hình
Xem thêm: Danh sách chi tiết chương trình của EXO
| Chương trình                                                    | Năm       | Kênh                 | Vai trò                                                       | Ghi chú                                                             |
| --------------------------------------------------------------- | --------- | -------------------- | ------------------------------------------------------------- | ------------------------------------------------------------------- |
| Đại hội Thể thao Idol (ISAC)                                    | 2013      | MBC                  | Thí sinh tham gia cùng với Suho, Baek-hyun, Sehun, Tao, LuHan |                                                                     |
| EXO's Showtime                                                  | 2013      | MBC                  | Nhân vật chính cùng EXO (nhóm nhạc)                           | 12 tập                                                              |
| Hello Counselor                                                 | 2013      | KBS                  | Khách mời cùng Kris, Suho                                     | Tập 131                                                             |
| Law of the Jungle                                               | 2014      | SBS                  | Khách mời                                                     | Tập 90-91-92-93-94                                                  |
| Roommate                                                        | 2014      | SBS                  | Nhân vật chính                                                | Mùa 1                                                               |
| Law of the Jungle                                               | 2015      | SBS                  | Khách mời                                                     | Tập 175-176-177                                                     |
| 18seconds                                                       | 2015      | SBS                  | Thí sinh tham gia                                             | Tập 1, 2                                                            |
| Hello Counselor                                                 | 2015      | KBS                  | Khách mời cùng Baek-hyun, Chen                                | Tập 220                                                             |
| The Return Of Superman                                          | 2015      | KBS2                 | Khách mời cùng Baek-hyun                                      | Tập 79                                                              |
| Dating Alone                                                    | 2015      | JTBC                 | Nhân vật chính                                                | Tập 11, 12                                                          |
| Sugar Man                                                       | 2016      | JTBC                 | Khách mời cùng Chen                                           | Tập 32                                                              |
| Happy Together                                                  | 2016      | KBS2                 | Khách mời cùng Suho, Chen                                     | Tập 456                                                             |
| Infinite Challenge                                              | 2016      | MBC                  | Khách mời cùng EXO (nhóm nhạc)                                | Tập 498                                                             |
| Đại hội Thể thao Idol (ISAC)                                    | 2017      | MBC                  | Thí sinh tham gia cùng với Suho, Sehun                        | Bắn cung                                                            |
| Exo Tourgram                                                    | 2017      | V Live               | Nhân vật chính cùng EXO (nhóm nhạc)                           | Tập 1-2-3-4-5-6-10-11-12-13-VOD quà tặng (kênh EXO)                 |
| Knowing Brothers                                                | 2017      | JTBC                 | Khách mời cùng EXO (nhóm nhạc)                                | Tập 85                                                              |
| Let's Eat Dinner Together                                       | 2017      | JTBC                 | Khách mời cùng Suho                                           | Tập 39                                                              |
| JYP's Party People                                              | 2017      | SBS                  | Khách mời                                                     | Tập 10                                                              |
| Master Key                                                      | 2017      | SBS                  | Khách mời                                                     | Tập 4                                                               |
| Salty Tour                                                      | 2018      | TvN                  | Khách mời                                                     | Tập 25-26-27-28-29-30                                               |
| Đại hội Thể thao Idol (ISAC)                                    | 2018      | MBC                  | Thí sinh tham gia cùng với Jay (TraxX)                        | Bowling (giải Vàng)                                                 |
| The Return Of Superman                                          | 2018      | KBS2                 | Khách mời cùng Kai                                            | Tập 265                                                             |
| Knowing Brothers                                                | 2018      | JTBC                 | Khách mời cùng EXO (nhóm nhạc)                                | Tập 159                                                             |
| EXO Arcade 1                                                    | 2018-2019 | V Live               | Nhân vật chính cùng EXO (nhóm nhạc)                           | 5 tập (kênh EXO)                                                    |
| Đại hội Thể thao Idol (ISAC)                                    | 2019      | MBC                  | Thí sinh tham gia                                             | Bowling (giải Vàng)                                                 |
| Du lịch nấc thang 2 (Travel the world on exo's ladder season 2) | 2019      | Oksusu, TvN, YouTube | Nhân vật chính cùng EXO (nhóm nhạc)                           | 50 tập (kênh SM C&C STUDIO)                                         |
| My Little Television                                            | 2019      | MBC                  | Khách mời cùng Sehun                                          | Tập 18-19                                                           |
| Life Bar                                                        | 2019      | TvN                  | Khách mời cùng dàn diễn viên Ký ức Alhambra                   | Tập 111                                                             |
| Knowing Brothers                                                | 2019      | JTBC                 | Khách mời cùng EXO (nhóm nhạc)                                | Tập 208                                                             |
| Radio Star                                                      | 2019      | MBC                  | Khách mời cùng EXO (nhóm nhạc)                                | Tập 646                                                             |
| Heart4U Xiumin                                                  | 2019      | V Live               | Khách mời                                                     | Tập 4-5-6 (kênh 심포유 - SM C&C STUDIO)                             |
| Heart4U Suho                                                    | 2020      | V Live               | Khách mời                                                     | Tập 7-8-9-10-11-12-13-14-15-16-17-18 (kênh 심포유 - SM C&C STUDIO)  |
| Amazing Saturday                                                | 2020      | TvN                  | Khách mời cùng Baek-hyun, Kai                                 | Tập 118                                                             |
| After Mom Falls Asleep                                          | 2020      | YouTube              | Khách mời cùng Sehun                                          | Quảng bá 1 Billion Views của EXO-SC (kênh 피키픽처스 Piki Pictures) |
| Heart4U Park Chanyeol                                           | 2020      | V Live               | Nhân vật chính                                                | 24 tập (kênh 심포유 - SM C&C STUDIO)                                |
| Law of the Jungle                                               | 2021      | SBS                  | Khách mời                                                     | Tập 432 - 433                                                       |
| EXO Arcade 2                                                    | 2021      | YouTube              | Nhân vật chính cùng EXO (nhóm nhạc)                           | 6 tập (kênh EXO)                                                    |

### Video âm nhạc
| Bài hát                                                                     | Năm  | Đạo diễn   |
| --------------------------------------------------------------------------- | ---- | ---------- |
| "1-4-3 (I Love You)" (phiên bản Acoustic; Henry Lau hợp tác với Chanyeol)   | 2013 | Không biết |
| "I Hate You" (với Viên San San)                                             | 2016 | Không biết |
| "Freal Luv" (Far East Movement & Marshmello hợp tác với Chanyeol & Tinashe) | 2016 | Không biết |
| "Stay with Me" (với Punch)                                                  |      | Không biết |
| "Let Me Love You" (với Junggigo)                                            |      | Không biết |
| "SSFW"                                                                      | 2019 | Không biết |
| "YOURS" (với Raiden, hợp tác với Lee Hi và Changmo)                         | 2020 | Không biết |
| "Go away go away" (với Punch)                                               | 2020 | Không biết |
| "Break Your Box"                                                            | 2021 | Không biết |
| "Without You"                                                               | 2021 | Không biết |
| "Raining"                                                                   | 2021 | Không biết |
| Khách mời                                                                   |      |            |
| "HaHaHa Song" (TVXQ)                                                        | 2008 | Không biết |
| "Genie" (phiên bản tiếng Nhật; Girls' Generation)                           | 2010 | Không biết |
| "Twinkle" (Girls' Generation-TTS)                                           | 2012 | Không biết |
| "You Don't Know Love" (K.Will)                                              | 2013 | Không biết |
| "Hope" (remake; H.O.T)                                                      | 2014 | Không biết |
| "Rewind" (Zhou Mi hợp tác với Chanyeol)                                     | 2014 | Không biết |
| "Can You Feel It?" (Donghae & Eunhyuk)                                      | 2015 | Không biết |
| "12:25 (Wish List)" (f(x))                                                  | 2015 | Không biết |

## Dẫn chương trình
| Tên chương trình   | Thời gian            | Kênh | Cùng với                        | Ghi chú                               |
| ------------------ | -------------------- | ---- | ------------------------------- | ------------------------------------- |
| M Countdown        | 1 tháng 8 năm 2013   | Mnet | Sulli                           | MC Khách mời                          |
| Show! Music Core   | 5 tháng 10 năm 2013  | MBC  | Kim So-hyun, Noh Hong-chul      | Special MC - thay thế cho Choi Min-ho |
| MelOn Music Awards | 14 tháng 11 năm 2013 | MBC  | Lee Yu-bi, Suho, Baek-hyun, Kai | MC                                    |
| Music Bank         | 28 tháng 3 năm 2015  | KBS2 | Yoon Bo-ra, Onew                | Music Bank in Hà Nội                  |
| Show! Music Core   | 4 tháng 5 năm 2015   | MBC  | Park ChoA, Lee Hyeri            | Special MC                            |
| KBS Gayo Daechukje | 2017                 | KBS  | Irene, Sana, Jin                | MC phần 1                             |
| Show! Music Core   | 17 tháng 11 năm 2018 | MBC  | Kang Mi-na, Mark                | Special MC                            |
| KBS Gayo Daechukje | 2018                 | KBS  | Jin, Dahyun                     | MC                                    |

## Sáng tác
| Năm  | Bài hát                                 | Album                                | Artist(s)                                        | Lời            | Lời                                                                        | Nhạc           | Nhạc                                                   | Arrangement    | Arrangement                                         |
| Năm  | Bài hát                                 | Album                                | Artist(s)                                        | Được công nhận | Cùng với                                                                   | Được công nhận | Cùng với                                               | Được công nhận | Cùng với                                            |
| ---- | --------------------------------------- | ------------------------------------ | ------------------------------------------------ | -------------- | -------------------------------------------------------------------------- | -------------- | ------------------------------------------------------ | -------------- | --------------------------------------------------- |
| 2014 | "Run"                                   | Overdose                             | Exo                                              | Yes            | Seo Ji-eum                                                                 | No             | —                                                      | No             | —                                                   |
| 2015 | "Promise" (Korean and Chinese versions) | Love Me Right                        | Exo                                              | Yes            | Chen, Lay                                                                  | No             | —                                                      | No             | —                                                   |
| 2015 | "Young Street"                          | Lee Gook Joo's Young Street          | Chanyeol                                         | Yes            | —                                                                          | Yes            | —                                                      | Yes            | —                                                   |
| 2015 | "Last Hunter"                           | Law of the Jungle in Brunei          | Chanyeol                                         | Yes            | —                                                                          | Yes            | —                                                      | Yes            | —                                                   |
| 2015 | "Don't Make Money"                      | Unpretty Rapstar 2 Semi-final Part 1 | Chanyeol, Heize                                  | Yes            | Heize, DM, Sleepwell                                                       | No             | —                                                      | No             | —                                                   |
| 2015 | "Lightsaber"                            | Sing For You                         | Exo                                              | Yes            | MQ, Jung Ju-hee                                                            | No             | —                                                      | No             | —                                                   |
| 2016 | "Heaven"                                | Ex'AcT                               | Exo                                              | Yes            | Min Yeon-jae                                                               | No             | —                                                      | No             | —                                                   |
| 2016 | "Freal Luv"                             | Identity                             | Chanyeol, Far East Movement, Tinashe, Marshmello | Yes            | Nishimura, Coquia Roh, Chris Comstock, William Phillips, Tinashe Kachingwe | No             | —                                                      | No             | —                                                   |
| 2017 | "Ko Ko Bop"                             | The War                              | Exo                                              | Yes            | Chen, Baekhyun, JQ, Hyun Ji-won                                            | No             | —                                                      | No             | —                                                   |
| 2017 | "Chill"                                 | The War                              | Exo                                              | Yes            | Seo Ji-eum                                                                 | No             | —                                                      | No             | —                                                   |
| 2017 | "Sweet Lies"                            | The Power of Music                   | Exo                                              | Yes            | G.Soul                                                                     | No             | —                                                      | No             | —                                                   |
| 2017 | "Together"                              | Exo Planet 3 – The Exo'rdium (dot)   | Exo                                              | Yes            | MQ                                                                         | No             | —                                                      | No             | —                                                   |
| 2018 | "Give Me That"                          | Non-album single                     | Chanyeol                                         | Yes            | Studio 519 (MQ, Jung Yong Jun, yunji), Woozi                               | Yes            | Studio 519 (MQ, Jung Yong Jun, yunji), Woozi           | Yes            | Studio 519 (MQ, Jung Yong Jun, yunji), Woozi        |
| 2018 | "Hand"                                  | Non-album single                     | Chanyeol                                         | Yes            | —                                                                          | Yes            | —                                                      | Yes            | —                                                   |
| 2018 | "Gravity"                               | Don't Mess Up My Tempo               | Exo                                              | Yes            | Kim Min-jung                                                               | No             | —                                                      | No             | —                                                   |
| 2018 | "With You"                              | Don't Mess Up My Tempo               | Exo                                              | Yes            | Kim Min-ji                                                                 | No             | —                                                      | No             | —                                                   |
| 2018 | "Love Shot"                             | Love Shot                            | Exo                                              | Yes            | Jo Yoon-kyung, Chen                                                        | No             | —                                                      | No             | —                                                   |
| 2018 | "Trauma"                                | Love Shot                            | Exo                                              | Yes            | Jo Yoon-kyung                                                              | No             | —                                                      | No             | —                                                   |
| 2019 | "What a Life"                           | What a Life                          | Exo-SC                                           | Yes            | Gaeko, Sehun                                                               | No             | Gaeko Devine-Channel Aris Maggiani                     | No             | Devine-Channel Aris Maggiani                        |
| 2019 | "Just Us 2"                             | What a Life                          | Exo-SC                                           | Yes            | Boi B, Sehun                                                               | No             | Gaeko GRAY DAX                                         | No             | GRAY DAX                                            |
| 2019 | "Closer to You"                         | What a Life                          | Exo-SC                                           | Yes            | Gaeko, Hangzoo, Sehun                                                      | No             | Gaeko Devine-Channel                                   | No             | Devine-Channel                                      |
| 2019 | "Borderline"                            | What a Life                          | Exo-SC                                           | Yes            | Gaeko, Sehun                                                               | No             | Gaeko Devine-Channel Mike Dupree                       | No             | Devine-Channel Mike Dupree                          |
| 2019 | "Rollercoaster"                         | What a Life                          | Exo-SC                                           | Yes            | Studio 519 (MQ, Jung Yong Jun, yunji), Sehun, Gaeko                        | Yes            | Studio 519 (MQ, Jung Yong Jun, yunji), Sehun, Gaeko    | Yes            | Studio 519 (MQ, Jung Yong Jun, yunji), Sehun, Gaeko |
| 2019 | "Daydreamin"                            | What a Life                          | Exo-SC                                           | Yes            | Studio 519 (MQ, Jung Yong Jun, yunji), Sehun                               | Yes            | Studio 519 (MQ, Jung Yong Jun, yunji), Sehun           | Yes            | Studio 519 (MQ, Jung Yong Jun, yunji), Sehun        |
| 2019 | "Confession"                            | Non-album single                     | Kai                                              | Yes            | Kai                                                                        | No             | —                                                      | No             | —                                                   |
| 2019 | "Familiar (익숙해)"                     | Non-album single                     | Loey, MQ                                         | Yes            | Studio 519 (MQ, Jung Yong Jun, yunji)                                      | Yes            | Studio 519 (MQ, Jung Yong Jun, yunji)                  | Yes            | Studio 519 (MQ, Jung Yong Jun, yunji)               |
| 2020 | "Slow Walk"                             | Non-album single                     | Loey, MQ                                         | Yes            | Studio 519 (MQ, Jung Yong Jun, yunji)                                      | Yes            | Studio 519 (MQ, Jung Yong Jun, yunji)                  | Yes            | Studio 519 (MQ, Jung Yong Jun, yunji)               |
| 2020 | "I'm fine"                              | Non-album single                     | Loey, MQ                                         | Yes            | Studio 519 (MQ, Jung Yong Jun, yunji)                                      | Yes            | Studio 519 (MQ, Jung Yong Jun, yunji)                  | Yes            | Studio 519 (MQ, Jung Yong Jun, yunji)               |
| 2020 | "Clock Breeze"                          | Non-album single                     | Loey, MQ                                         | Yes            | Studio 519 (MQ, Jung Yong Jun, yunji)                                      | Yes            | Studio 519 (MQ, Jung Yong Jun, yunji)                  | Yes            | Studio 519 (MQ, Jung Yong Jun, yunji)               |
| 2020 | "안부"                                  | 안부                                 | Lee Sun-hee feat. Chanyeol                       | Yes            | Lee Sun-hee                                                                | No             | —                                                      | No             | —                                                   |
| 2020 | "1 Billion Views" (10억뷰)              | 1 Billion Views                      | Exo-SC feat. Moon                                | Yes            | Gaeko, Boi B, Sehun                                                        | No             | —                                                      | No             | —                                                   |
| 2020 | "Say It"                                | 1 Billion Views                      | Exo-SC feat. Penomeco                            | Yes            | Gaeko, Thama, Sehun, Penomeco                                              | No             | —                                                      | No             | —                                                   |
| 2020 | "Rodeo Station"                         | 1 Billion Views                      | Exo-SC                                           | Yes            | Gaeko, Boi B, Sehun                                                        | No             | —                                                      | No             | —                                                   |
| 2020 | "Telephone"                             | 1 Billion Views                      | Exo-SC feat. 10cm                                | Yes            | Gaeko, Studio 519 (MQ, Jung Yong Jun, yunji), Sehun                        | Yes            | Gaeko, Studio 519 (MQ, Jung Yong Jun, yunji), Sehun    | Yes            | Studio 519 (MQ, Jung Yong Jun, yunji)               |
| 2020 | "Jet Lag"                               | 1 Billion Views                      | Exo-SC                                           | Yes            | Gaeko, Hangzoo, Sehun                                                      | No             | —                                                      | No             | —                                                   |
| 2020 | "Fly Away"                              | 1 Billion Views                      | Exo-SC feat. Gaeko                               | Yes            | Gaeko, Studio 519 (MQ, Jung Yong Jun, yunji), Sehun                        | Yes            | Gaeko, Studio 519 (MQ, Jung Yong Jun, yunji), Sehun    | Yes            | Studio 519 (MQ, Jung Yong Jun, yunji)               |
| 2020 | "Nothin'"                               | 1 Billion Views                      | Exo-SC (Chanyeol solo)                           | Yes            | Gaeko                                                                      | Yes            | Nellz, Will Yanez, Mike Molina, John Mitchell, Xplicit | No             | —                                                   |
| 2020 | "On Me"                                 | 1 Billion Views                      | Exo-SC (Sehun solo)                              | Yes            | Gaeko, Studio 519 (MQ, Jung Yong Jun, yunji), Sehun                        | Yes            | Gaeko, Studio 519 (MQ, Jung Yong Jun, yunji), Sehun    | Yes            | IMLAY, Studio 519 (MQ, Jung Yong Jun, yunji)        |
| 2020 | "Faded"                                 | Byproduct                            | Devine Channel feat. Loopy and Chanyeol          | Yes            | Loopy                                                                      | Yes            | Devine Channel, Loopy                                  | No             | —                                                   |
| 2021 | "Break Your Box"                        | The Box OST                          | Chanyeol                                         | Yes            | —                                                                          | No             | —                                                      | No             | —                                                   |
| 2021 | "Bad Guy"                               | The Box OST                          | Chanyeol                                         | No             | —                                                                          | Yes            | —                                                      | No             | —                                                   |
| 2021 | "Without You"                           | The Box OST                          | Chanyeol                                         | No             | —                                                                          | Yes            | —                                                      | No             | —                                                   |
| 2021 | "My Funny Valentine"                    | The Box OST                          | Chanyeol                                         | No             | —                                                                          | Yes            | —                                                      | No             | —                                                   |
| 2021 | "Raining"                               | The Box OST                          | Chanyeol                                         | No             | —                                                                          | Yes            | —                                                      | No             | —                                                   |
| 2021 | "Everyday With You"                     | The Box OST                          | Chanyeol                                         | No             | —                                                                          | Yes            | —                                                      | No             | —                                                   |
| 2021 | "A Sky Full of Stars"                   | The Box OST                          | Chanyeol                                         | No             | —                                                                          | Yes            | —                                                      | No             | —                                                   |
| 2021 | "Happy"                                 | The Box OST                          | Chanyeol, Aancod                                 | No             | —                                                                          | Yes            | Aancod                                                 | No             | —                                                   |
| 2021 | "What a Wonderful World"                | The Box OST                          | Chanyeol, Kim Ji-Hyun                            | No             | —                                                                          | Yes            | Kim Ji-Hyun                                            | No             | —                                                   |
| 2021 | "Tomorrow"                              | Non-album single                     | Chanyeol                                         | Yes            | JQ, Makeumine Works                                                        | No             | —                                                      | No             | —                                                   |

## Giải thưởng và đề cử
| Năm  | Giải thưởng                         | Hạng mục                                            | Được đề cử    | Kết quả   |
| ---- | ----------------------------------- | --------------------------------------------------- | ------------- | --------- |
| 2015 | Baeksang Arts Awards lần thứ 51     | Diễn viên được yêu thích nhất (phim điện ảnh)       | Salut d'Amour | Đề cử     |
| 2015 | Korea Drama Awards lần thứ 8        | Diễn viên mới xuất sắc nhất                         | EXO Next Door | Đoạt giải |
| 2015 | Korea Drama Awards lần thứ 8        | Hallyu Star Award                                   | EXO Next Door | Đoạt giải |
| 2016 | Top Chinese Music Awards lần thứ 16 | Ca sĩ thần tượng quốc tế được yêu thích nhất        | Chính mình    | Đoạt giải |
| 2017 | YinYueTai V-Chart Awards lần thứ 5  | Nghệ sĩ Hàn Quốc được yêu thích nhất                | Chính mình    | Đoạt giải |
| 2017 | YinYueTai V-Chart Awards lần thứ 5  | Hợp tác xuất sắc nhất (với Viên San San)            | "I Hate You " | Đoạt giải |
| 2017 | Asia Model Festival Awards          | Nhạc phim Châu Á Phổ biến (với Punch)               | Stay With Me  | Đoạt giải |
| 2017 | Mnet Asian Music Awards lần thứ 19  | Nhạc phim xuất sắc nhất                             | Stay With Me  | Đề cử     |
| 2017 | Melon Music Awards                  | Top 10 nghệ sĩ                                      | Chính mình    | Đề cử     |
| 2018 | KKBox Music Awards lần 13           | Đĩa đơn tiếng Hàn xuất sắc nhất của năm (với Punch) | Stay With Me  | Đoạt giải |
| 2019 | Tencent Music Entertainment Awards  | Ca sĩ thần tượng quốc tế được yêu thích nhất        | Chính mình    | Đoạt giải |